# Ali Diombot Ould Mohammed
Ali Diombot Ould Mohammed fou emir de Trarza (1873-1886) fill de Mohammed Al-Habib i successor del seu germà patern Ahmed Salum I Ould Mohammed, al que va derrotar i matar.
A la pujada al poder de Ahmed Salum I el 1871, Ali Diombot Ould Mohammed es trobava a Saint Louis del Senegal i quant va saber la mort de Sidi Mbaïrika Ould Mohammed va reclamar la dignitat emiral i la venjança del seu germà. Es va dirigir a la seva família materna del Waalo on es van refugiar també els seus tres nebots Mohammed Fal, Ahmed Deïd i Baba, els fills de Sidi Mbaïrika, als que va agafar sota la seva protecció. Va rebre el jurament de fidelitat de la major part dels Oulad Ahmed ben Daman (la facció dels Oulad Daman donava suport al nou emir). Els seus oncles materns van posar a la seva disposició contingents de soldats negres.
Ahmed Salum I no va obtenir suport de França però si dels Idou Aïch del Tagant. Mentre Ali Diombot havia reunit prou forces i les va transportar a l'altre costat del riu i va començar la lluita. Finalment una nit, Ali Diombot es va presentar amb els seus wòlofs a Jolla, prop de Méderdra, atacant els campaments d'Ahmed Salum I mentre dormien i van fer una massacre. Els Ida Ou Aïch van retornar al Tagant i l'emir i els seus germans van fugir amb ells, però continuaven les intrigues.
Ahmed i els seus germans havien subornat a Lat Dior, damel del Cayor, que havia promès assolar el Waalo al moment oportú per fer una diversió i desorganitzar l'avituallament de les forces d'Ali Diombot; fins i tot un partit favorable a Saint Louis del Senegal dirigit per l'aventurer de nom Pèdre Alassane que els assegurava la neutralitat quan no la simpatia del governador.
Al cap de pocs mesos Ahmed Salum I i els seus van retornar amb contingents Ida Ou Aïch i van sorprendre a Aïchaïa prop d'Habbaïa, en terres dels Ida Ou Ali, el petit campament d'Ali Diambot. Aquest es va veure perdut i va emprar un estratagema: va enviar els marabuts per negociar oferint acceptar totes les condicions i mentre va enviar a buscar al seu exèrcit manat per Mohammed ben Abi Bakar, que estava prop d'allí; en les converses va arribar la nit i es va acordar la rendició l'endemà, però al trencar l'alba van arribar les forces de Mohammed ben Abi Bakar que es van llençar contra Ahmed Salum I i els seus i els van derrotar. L'emir va morir i dos germans, Brahim Salum i Lobbat, foren morts poc després a Adnech; un altre germà, Mokhtar Salum, va morir a Gouioui, prop de Badi, a l'Iguidi; Lefjah fou mort a Arboussit, pous dels Oulad Diman, o be a In Xidbane. De tous els fills de l'emir Mohammed Al-Habib i de Fatma, només es va salvar Amar Salum, que va fer submissió a Ali Diombot. Els Ida Ou Aïch va retornar al Tagant. Ali Diombot Ould Mohammed fou proclamat emir el mateix dia, sense oposició (1873) i va tornar a agafar com visir a Khayaroum, malgrat el paper que aquest havia jugat, el que fou un error greu com després es veurà.
El seu regnat fou marcat per una represa vigorosa del comerç amb França i es van signar alguns tractats per adaptar-se a la situació del comerç colonial: el tractat de 24 d'agost de 1877 que garantia els béns i propietats dels francesos a Trarza i viceversa; els nàufrags dels vaixells serien portats a Saint Louis del Senegal (abans eren fets presoners o esclaus); l'acta addicional del 2 d'abril de 1879 que suprimia l'escala oficial de Dagana i s'establia la total llibertat de comerç i no podia ser reglamentat; la convenció del 22 de maig de 1880 determinava la quantitat anual de la indemnització a canvi dels drets de duana que quedava fixada en 1.200 peces de Guinea (de les quals 200 pel Chems dels Ida Ou al-Hadj).
Va tenir bones relacions amb França. Va protegir l'explorador Soleillet; va rebutjar les peticions d'Abdul Bou Bakar, l' almamy de Bosséa, que el volia afegir a la revolta del Futa Toro. Es va queixar del suport francès a l'emir de Brakna Sidi Eli II Ould Ahmeddou I que sovint emprava l'ajut francès a Brakna per lluitar a Futa Toro en lluitar contra Trarza.
Es va casar el 1878 amb una filla de Lat Dior, damel del Cayor, però mai el va voler ajudar si no era a petició del governador francès. Va oferir diverses vegades els seus serveis al governador contra el marabout Mamadou Lamine, que començava a agitar el país sarakole (1885). Un ministre va vendre autoritzacions per emigrar a la riba esquerra del riu, el que van fer diferents fraccions dels Taghredient (1880-1882). Altres fraccions hostils a l'emir, van seguir el camí. L'emir va protestar, ja que la venda que feia el ministre no era legal i demanava als francesos no acceptar les autoritzacions que no obstant eren legals. Finalment els Taghredient van acceptar retornar (1 d'abril de 1882) excepte els que complien en el requisit de portar un any i pagar impostos. El problema es va renovar el 1885-1886 però va trobar una solució semblant. Els Tekna havien reprès les caravanes cap a Saint Louis portant els productes saharians (or, plumes, pells, cera, i obres d'art maures) retornant a l'oued Noun amb comestibles i productes manufacturats; pagaven un impost de pas a l'emir anomenat ghafer, proporcionat a la quantitat i valor de les mercaderies, i l'emir els havia de protegir (els francesos garantien que l'emir complia i quan no complia havia de tornar el ghafer).
L'emir "oblidava" repartir els ingressos entre els caps de les fraccions trarza i el visir Khayarourn va explotar el descontentament dels xeics en favor de Mohammed Fal, fill de l'antic emir Sidi Mbaïrika Ould Mohammed al qual el seu oncle l'emir havia protegit des de la mort del seu pare. Mohammed Fal va assassinar al seu oncle una nit a la seva tenda, el 2 d'octubre de 1886 junt amb la seva esposa Maqboula, mare d'un dels fills de Ali Diambot, que era filla d'un xeic de nom Athimin Ould Amor d'una fracció dels Oulad Delim, els Oulad Ba Amar (que nomaditzaven a Rio de Oro). Les esposes dels emirs en la cultura maure podien participar en la vida pública; en absència de l'emir rebien els hostes i els allotjaven i escoltava i participava en els seus negocis. Maghbula o Maqbula va fer de facto les funcions de visir o primer ministre.
Mohammed Fal Ould Sidi es va proclamar emir.